# Рио Колорадо
 Тази статия е за реката в Аржентина.  За реката в САЩ и Мексико вижте Колорадо (река).  
Вижте пояснителната страница за други значения на Колорадо.
Ри́о Колора́до (на испански: Río Colorado – в превод „Червената река“) е река в Аржентина, в провинциите Мендоса, Неукен, Ла Пампа, Рио Негро и Буенос Айрес, вливаща се в Атлантическия океан. Дължината ѝ е 1114 km (заедно с лявата съставяща я река Рио Гранде – 1389 km), а площта на водосборния басейн – около 350 000 km².
Рио Колорадо се образува на 880 m н.в., от сливането на двете съставящи я реки Рио Гранде (275 km, лява съставяща) и Баранкас (180 km, дясна съставяща), извиращи от източните склонове на Главните Кордилери на Андите. С изключение на най-долното си течение, където тече през провинция Буенос Айрес, цялата останала част от течението ѝ служи за граница между аржентинските провинции Мендоса и Неукен и Ла Пампа и Рио Негро. По цялото си протежение Рио Колорадо тече в посока изток-югоизток на места в дълбока, а на места много широка долина, пресичайки северната засушлива част на природната област Патагония. В горното си течение има участъци с бързеи и прагове, а в средното и долното е с бавно и спокойно течение. Влива се чрез делта с два основни ръкава в залива Баия Бланка на Атлантическия океан.
По цялото си течение Рио Колорадо не получава никакви постоянни притоци. От север (отляво), само по време на дъждовния сезон (пролетта) в нея се влива река Десагуадеро (1498 km), която носи различни названия по дългото си течение – Рио Бланко, Рио Хачал, Рио Саладо, Чадилеуву, Курако. През пролетта по време на дъждовния сезон е много пълноводна, а през останалото време оттокът ѝ силно намалява. Среден годишен отток в долното течение 148 m³/s. По време на пълноводието е плавателна за плитко газещи речни съдове на 320 km от устието си. В средното ѝ течение е изграден големия язовир „Каса де Пиедра“.